# Acorralado por ti
Acorralado por ti es el título del cuarto álbum del grupo de rock español Ñu, editado en 1984 por Chapa/Zafiro, contó con la labor del productor británico Robin Black, quien trabajara con nombres de la talla de Black Sabbath, entre otros.
Es el único disco de Ñu con el batería argentino "Pesadilla" Colantonio, exmiembro del grupo V8, y es además el último trabajo del grupo para Chapa/Zafiro, compañía de la cual se desvincularían tras esta edición.

## Temas
Todos los temas compuestos por José Carlos Molina.
Cara A
1. Perseguido - 5:14
2. Acorralado por ti - 3:40
3. Más, quiero más - 3:32
4. Romance fantasma - 4:41
5. Ella - 4:51

Cara B
1. El mejor guerrero - 5:51
2. Tú serás su juez - 5:54
3. Eres invencible - 4:30
4. Una noche más - 6:05

## Músicos
- José Carlos Molina: voz, flauta, teclados y percusión
- Eduardo García Pinilla: guitarra y voces
- José Luis Ajenjo: bajo y voces
- Miguel Ángel Collado: teclados y voces
- "Pesadilla" Colantonio: batería